# Françoise Sagan
Françoise Sagan, pseudônimo de Françoise Quoirez (Cajarc, Lot, 21 de junho de 1935 — Honfleur, 24 de setembro de 2004) foi uma escritora francesa.

## Biografia
Françoise Quoirez ficou mundialmente conhecida como Françoise Sagan, pseudônimo retirado de uma obra de Proust. Conheceu o sucesso ainda garota quando, aos 18 anos, escreveu em sete semanas sua primeira e mais consagrada obra: Bonjour Tristesse (Bom dia, Tristeza), que só nos Estados Unidos vendeu um milhão de exemplares, e à qual se seguiram cerca de cinquenta obras, entre romances, peças teatrais e autobiografias. Na ocasião, o grande escritor católico François Mauriac saudou-a, na primeira página do jornal Le Figaro, como um "monstrinho encantador".
Foi amiga, entre outros, de Tennessee Williams, Orson Welles, François Mitterrand e de um dos maiores intelectuais de todos os tempos, o filósofo Jean-Paul Sartre, mas não havia mais nenhum deles ao seu lado na época de sua morte, afundada em dívidas, doente e solitária.
Mudou-se aos 10 anos com a família para Paris, onde permaneceu grande parte de sua vida.
Casou-se duas vezes, com Guy Schoeller e Bob Westhof, mas os dois casamentos acabaram em divórcio. Entretanto, Françoise manteve uma longa relação com uma companheira, a estilista Peggy Roche. Durante a vida manteve, também, outros amantes, como o casado Bernard Frank e a editora da versão francesa da revista Playboy, Annick Geille.
Costumava viajar para os Estados Unidos, onde muitas vezes foi vista com Truman Capote e a atriz Ava Gardner.
Sagan também era conhecida por seus inúmeros vícios e por sua forma peculiar de levar a vida: comumente dirigia seu Jaguar para jogar em Monte Carlo e, nos anos 90, foi condenada por uso de cocaína. Uma vez envolveu-se em um acidente de carro com seu Aston Martin, o que a deixou em coma por algum tempo.
Encontrou a morte aos 69 anos, afundada em dívidas, doente e solitária, vivendo seus últimos quatro anos da caridade de bons amigos. As drogas, o alcoolismo e o imposto de renda consumiram sua fortuna. Françoise chegou até mesmo a ser condenada a um ano de prisão por enganar o fisco, ao que um de seus amigos escreveu: "Ela deve ao Estado, mas a França lhe deve muito mais".
Sagan foi uma mulher de esquerda, ativista, inteligente e sensível considerada por muitos como a última existencialista. Extraordinária escritora, criou um estilo fluido e transparente, que se tornou escola e abriu caminho para escritoras como Anne Wiazemsky (a neta de François Mauriac) a Camille Laurens.
Em 1960, no auge da guerra da Argélia, ela assinou o Manifesto dos 121 sobre o direito à independência. Como retaliação, a organização terrorista de extrema direita OAS colocou uma bomba na casa de seus pais em 23 de agosto de 1961, mas a explosão causou apenas danos materiais.
Sagan costumava dizer: "o que falta à nossa época é a gratuidade, fazer algo por nada". Apesar de famosa, sofria de uma estranha solidão interior e nunca teve o talento reconhecido pela crítica. Entretanto, figuras importantes celebravam seu talento, tal como o presidente francês Jacques Chirac, que declarou: "Com a sua morte (Sagan), a França perde uma de suas mais brilhantes e sensíveis escritoras – uma figura iminente de nossa história literária".
Françoise Sagan faleceu com um coágulo no pulmão em Honfleur, Calvados, mas deixou como herança um conjunto extenso de obras brilhantes.

## Trabalhos

### Romances
| nº | Título original                    | Título em Português                | Tradutor(a)                          | Ano    |
| -- | ---------------------------------- | ---------------------------------- | ------------------------------------ | ------ |
| 01 | Bonjour Tristesse,                 | Bom dia tristeza                   | Sieni Maria Campos                   | (1954) |
| 02 | Un certain sourire                 | Um certo sorriso                   | Maria de Lourdes Teixeira (Portugal) | (1955) |
| 03 | Dans un mois dans un an            | Dentro de um mês, dentro de um ano | Anna Mathilde Chaves                 | (1957) |
| 04 | Aimez-vous Brahms?                 | Você gosta de Brahms               |                                      | (1959) |
| 05 | Les merveilleux nuages             | Nuvens que passam                  | Sérgio Milliet                       | (1961) |
| 06 | La chamade                         | A chamada                          |                                      | (1965) |
| 07 | Le garde du cœur                   | O guardador de meus amores         | Antônio D'Elia                       | (1968) |
| 08 | Un pen de soleil dans l'eau froide | Um pouco de sol na água fria       | Heloysa de Lima Dantas               | (1969) |
| 09 | Des bleus à l'âme                  | Cicatrizes na alma                 |                                      | (1972) |
| 10 | Un profil perdu                    | Um perfil perdido                  |                                      | (1974) |
| 11 | Le lit defait                      | A cama desfeita                    | Maria Helena Trigueiros              | (1977) |
| 12 | Le chien couchant                  | O cão vadio                        | Anita Leocádia Prestes               | (1980) |
| 13 | La femme fardée                    | A mulher pintada                   | Luiza Ribeiro                        | (1981) |
| 14 | Un orage immobile                  | Tempestade sem bonança             | Anne Mello                           | (1983) |
| 15 | De guerre lasse                    | Cansado de guerra                  | Flávio Pinto Vieira                  | (1985) |
| 16 | Un sang d'aquarelle                | Sangue de aquarela                 | Irene Monique Karleke Cubric         | (1987) |
| 17 | La laisse                          | A coleira                          | Paulo de Oliveira Freire             | (1989) |
| 18 | Les faux-fuyants                   |                                    |                                      | (1991) |
| 19 | Un chagrin de passage              | Uma tristeza de passagem           | Joana Angelica d'Avila Melo          | (1994) |
| 20 | Le miroir égaré                    |                                    |                                      | (1996) |
| 21 | Les Quatre coins du coeur          | Os quatro cantos do coração        |                                      | (2019) |

### Peças
| nº | Título original            | Título em Português          | Tradutor(a) | Ano    |
| -- | -------------------------- | ---------------------------- | ----------- | ------ |
| 01 | Chateau en Suede           | Castelo na Suécia            |             | (1960) |
| 02 | La robe mauve de Valentine | O vestido lilás de Valentine |             | (1963) |
| 03 | Les Violons parfois        |                              |             | (1961) |
| 04 | Bonheur, impair et passe   |                              |             | (1964) |
| 05 | L'écharde                  |                              |             | (1966) |
| 06 | Le cheval évanoui          |                              |             | (1966) |
| 07 | Un piano dans l'herbe      |                              |             | (1970) |
| 08 | Il fait beau jour et nuit  |                              |             | (1978) |
| 09 | L'excès contraire          |                              |             | (1987) |

### Coleção de contos
| nº | Título original          | Título em Português | Tradutor(a)                         | Ano    |
| -- | ------------------------ | ------------------- | ----------------------------------- | ------ |
| 01 | Des yeux de soie         | Olhos de seda       | Wilma Freitas Ronald de Carvalho    | (1975) |
| 02 | Musiques de scène        | Fundo musical       | Maria Helena Rossi e Ligia Vassallo | (1981) |
| 03 | La maison de Raquel Vega |                     |                                     | (1985) |

### Autobiografia
| nº | Título original                                                      | Título em Português        | Tradutor(a)                  | Ano    |
| -- | -------------------------------------------------------------------- | -------------------------- | ---------------------------- | ------ |
| 01 | Toxique                                                              |                            |                              | (1964) |
| 02 | Des bleus à l'âme                                                    | Viver não custa            | Isabel Vila Maior (Portugal) | (1972) |
| 03 | Avec mon meilleur souvenir                                           | Minhas melhores lembranças | Arnaldo Marques              | (1984) |
| 04 | Réponses (Night Bird: Conversations)                                 |                            |                              | (1975) |
| 05 | Au marbre: chroniques retrovées 1952–1962 crônicas)                  |                            |                              | (1988) |
| 06 | Répliques (entrevistas)                                              |                            |                              | (1992) |
| 07 | ...Et toute ma sympathie (sequência para Avec mon meilleur souvenir) | ...E toda minha simpatia   | Aulyde Soares Rodrigues      | (1993) |
| 08 | Derrière l'épaule                                                    |                            |                              | (1998) |

### Obras biográficas de Françoise Sagan
| nº | Título original                        | Título em Português               | Tradutor(a)  | Ano    |
| -- | -------------------------------------- | --------------------------------- | ------------ | ------ |
| 01 | Brigitte Bardot                        |                                   |              | (1975) |
| 01 | Sarah Bernhardt, ou le rire incassable | Sarah Bernhardt: O riso indomável | Heloisa Jahn | (1987) |